# نواف الياسين
نواف سعود الياسين محامٍ، وسياسي كويتي، يشغل منصب وزير العدل منذ 14 ديسمبر 2020 حتى 2 مارس 2020.

## نُبذة
حاصل على دكتوراه في القانون من المملكة المتحدة، عمل كمحامٍ في محكمة التمييز، والمحكمة الدستورية في وزارة العدل الكويتية، وعضو الجمعية الكويتية للدفاع عن المال العام، ومستشار قانوني في وزارة التجارة والصناعة، ومحكم معتمد في غرفة تجارة وصناعة الكويت، ومستشار قانوني في بنك الائتمان، وعضو في مجموعة من اللجان القانونيّة الوزارية الخاصة بصياغة ومراجعة القوانين الكويتيّة.